# Jim Broadbent
James Broadbent (Lincolnshire, 24. svibnja 1949.), priznati britanski filmski, televizijski i kazališni glumac, nagrađen nagradama Oscar, Emmy, Zlatni globus i BAFTA-e.
Rodio se u Lincolnshireu, u umjetničkoj obitelji. Majka mu je bila kiparica, a otac dizajner interijera i amaterski glumac koji je bivšu crkvu pretvorio u kazalište. 
Roditelji su mu bili prigovarači savjesti, koji su radije "obrađivali zemlju" nego da odu u Drugi svjetski rat.
Nakon što je prvo obrazovanje dobio u kvekerskoj školi u Readingu, odlazi u London i studira na tamošnjim najboljim institucijama.
Prvotni uspjesi njega kao glumca vezani su za kazalište gdje je ostvario niz zapaženih izvedbi.
Na filmu debitira 1978.godine malom ulogom.Televizijski debi dolazi iduće godine.
U dosadašnjoj karijeri ostvario je četrdesetak uloga, a stekao je reputaciju velikog profesionalca s kojim je veliko zadovoljstvo raditi.
Prvotno je bio angažiran za ulogu Del Boya u seriji "Mućke", ali ju je morao odbiti radi drugih obveza.
Pojavio se kao inspektor Roy Slater, Delov neprijatelj i policajac. Njegova uloga trajala je samo tri epizode.
Za svoja glumačka ostvarenja dobio je i niz priznanja, posebice i Oscara 2001. za ulogu u filmu Iris.
Oženjen je za slikaricu i kazališnu dizajnericu Anastaciu Lewis od 1987., ali nema djece.